# Liste der Monuments historiques in Einvaux
Die Liste der Monuments historiques in Einvaux führt die Monuments historiques in der französischen Gemeinde Einvaux auf.

## Liste der Objekte
| Bezeichnung                      | Beschreibung                                                                     | Standort                                  | Kennzeichnung | Schutzstatus | Datum | Bild |
| -------------------------------- | -------------------------------------------------------------------------------- | ----------------------------------------- | ------------- | ------------ | ----- | ---- |
| Skulptur Madonna mit Kind        | Stein, 18. Jahrhundert; eingelagert                                              | außen am Schulhaus (Lage)                 | PM54001057    | Classé       | 1991  |      |
| Skulptur Heiliger Pierre Fourier | Holz, farbig gefasst und vergoldet, Anfang des 18. Jahrhunderts                  | in der Kirche St-Jacques-le-Majeur (Lage) | PM54001524    | Inscrit      | 1974  |      |
| Gemälde Kreuzigung               | Ölfarbe auf Leinwand, 19. Jahrhundert; vergoldeter Holzrahmen, vor 1729          | in der Kirche St-Jacques-le-Majeur (Lage) | PM54001525    | Inscrit      | 1994  |      |
| Zwei Seitenaltäre                | jeweils Altartisch, Retabel und Baldachin; Holz, farbig gefasst, 19. Jahrhundert | in der Kirche St-Jacques-le-Majeur (Lage) | PM54001526    | Inscrit      | 1994  |      |